# Lucas Chevalier
Lucas Eugène Chevalier (sinh ngày 6 tháng 11 năm 2001) là một cầu thủ bóng đá chuyên nghiệp người Pháp hiện đang thi đấu ở vị trí thủ môn cho câu lạc bộ Paris Saint-Germain F.C. tại Ligue 1 và Đội tuyển bóng đá quốc gia Pháp.

## Sự nghiệp câu lạc bộ

### Lille OSC
Chevalier tốt nghiệp học viện trẻ của Lille. Anh là thủ môn lựa chọn thứ ba của câu lạc bộ sau Mike Maignan và Orestis Karnezis trong mùa giải vô địch quốc gia 2020–21 của đội.
Vào ngày 10 tháng 9 năm 2022, Chevalier chơi trận ra mắt chuyên nghiệp cho câu lạc bộ thời thơ ấu của mình với màn trình diễn ấn tượng trước Marseille. Vào ngày 9 tháng 10, anh đã cản phá một quả phạt đền và lập những pha cứu thua quyết định trong chiến thắng 1–0 trên sân nhà của Lille trước Lens, đối thủ tại Derby phương Bắc. Vào tháng 1 năm 2023, Chevalier gia hạn hợp đồng với Lille đến tháng 6 năm 2027.
Vào ngày 2 tháng 10 năm 2024, anh đã góp phần cho chiến thắng 1–0 trên sân nhà trước Real Madrid ở vòng đấu hạng UEFA Champions League 2024–25 trong mùa giải thứ ba làm thủ môn chính thức của Lille. Là một trong những cầu thủ Lille chơi hay nhất trên sân, màn trình diễn của anh đã được nhiều phương tiện truyền thông trong nước và quốc tế ca ngợi, bao gồm cả L'Équipe, tờ báo hiếm hoi dành cho anh số điểm 9/10 sau trận đấu.

#### Cho mượn tại Valenciennes
Vào tháng 7 năm 2021, anh gia nhập câu lạc bộ Valenciennes tại Ligue 2 theo hợp đồng cho mượn có thời hạn một mùa giải. Anh chơi trận ra mắt chuyên nghiệp cho câu lạc bộ vào ngày 18 tháng 9 năm 2021 trong trận hòa 1–1 với Pau.

### Paris Saint-Germain
Vào ngày 9 tháng 8 năm 2025, Chevalier chuyển đến câu lạc bộ Ligue 1 Paris Saint-Germain và ký hợp đồng có thời hạn 5 năm.

## Sự nghiệp quốc tế
Chevalier là cựu cầu thủ trẻ quốc tế Pháp. Anh đã thi đấu cho các đội U-16 và U-18 trong các trận giao hữu. Năm 2024, anh được triệu tập vào đội tuyển bóng đá U-23 Olympic Pháp tham dự giải bóng đá Thế vận hội Mùa hè trong danh sách sơ bộ cùng với các đồng đội tại Lille là Bafodé Diakité và Leny Yoro. Tuy nhiên, ba cầu thủ này cuối cùng đã được câu lạc bộ giữ lại do vòng loại và play-off UEFA Champions League 2024–25 vào tháng 8 trước khi mùa giải Ligue 1 bắt đầu.
Vào ngày 7 tháng 11 năm 2024, Chevalier lần đầu tiên được triệu tập vào đội tuyển quốc gia Pháp.

## Thống kê sự nghiệp

### Câu lạc bộ
Tính đến ngày 17 tháng 5 năm 2025
| Câu lạc bộ            | Mùa giải            | Giải vô địch           | Giải vô địch | Giải vô địch | Cúp quốc gia | Cúp quốc gia | Châu lục | Châu lục | Khác | Khác | Tổng cộng | Tổng cộng |
| Câu lạc bộ            | Mùa giải            | Hạng đấu               | Trận         | Bàn          | Trận         | Bàn          | Trận     | Bàn      | Trận | Bàn  | Trận      | Bàn       |
| --------------------- | ------------------- | ---------------------- | ------------ | ------------ | ------------ | ------------ | -------- | -------- | ---- | ---- | --------- | --------- |
| Lille B               | 2018–19             | Championnat National 2 | 19           | 0            | —            | —            | —        | —        | —    | —    | 19        | 0         |
| Lille B               | 2019–20             | Championnat National 2 | 17           | 0            | —            | —            | —        | —        | —    | —    | 17        | 0         |
| Lille B               | 2020–21             | Championnat National 3 | 1            | 0            | —            | —            | —        | —        | —    | —    | 1         | 0         |
| Lille B               | 2022–23             | Championnat National 3 | 1            | 0            | —            | —            | —        | —        | —    | —    | 1         | 0         |
| Lille B               | Tổng cộng           | Tổng cộng              | 38           | 0            | —            | —            | —        | —        | —    | —    | 38        | 0         |
| Lille                 | 2020–21             | Ligue 1                | 0            | 0            | 0            | 0            | 0        | 0        | —    | —    | 0         | 0         |
| Lille                 | 2022–23             | Ligue 1                | 32           | 0            | 3            | 0            | —        | —        | —    | —    | 35        | 0         |
| Lille                 | 2023–24             | Ligue 1                | 33           | 0            | 2            | 0            | 9        | 0        | —    | —    | 44        | 0         |
| Lille                 | 2024–25             | Ligue 1                | 34           | 0            | 0            | 0            | 14       | 0        | —    | —    | 48        | 0         |
| Lille                 | Tổng cộng           | Tổng cộng              | 99           | 0            | 5            | 0            | 23       | 0        | —    | —    | 127       | 0         |
| Valenciennes (mượn)   | 2021–22             | Ligue 2                | 30           | 0            | 0            | 0            | —        | —        | —    | —    | 30        | 0         |
| Valenciennes B (loan) | 2021–22             | Championnat National 3 | 1            | 0            | —            | —            | —        | —        | —    | —    | 1         | 0         |
| Paris Saint-Germain   | 2025–26             | Ligue 1                | 0            | 0            | 0            | 0            | 0        | 0        | 0    | 0    | 0         | 0         |
| Tổng cộng sự nghiệp   | Tổng cộng sự nghiệp | Tổng cộng sự nghiệp    | 163          | 0            | 5            | 0            | 23       | 0        | 0    | 0    | 191       | 0         |

1. ↑  Bao gồm Coupe de France
2. ↑  Ra sân tại Europa Conference League
3. 1 2  Ra sân tại UEFA Champions League

## Danh hiệu
Paris Saint-Germain
- UEFA Super Cup: 2025[4]

Pháp
- UEFA Nations League hạng 3: 2024–25

Cá nhân
- Thủ môn xuất sắc nhất UNFP Ligue 1: 2024–25
- Đội hình xuất sắc nhất UNFP Ligue 1: 2024–25